# Kapetan Jorgać
Kapetan Jorgać (grč. Γιωργάκης Ολύμπιος, rum. Iordache Olimpiotul; 1772 — 1821) je bio pripadnik heterije i jedna od najznačajnijih ličnosti grčke borbe za nezavisnost početkom 19. veka, posebno aktivan u podunavskim provincijama Osmanskog carstva. O njegovom životu pisao je Jovan Đorđević u delu „Čučuk-Stana” (1884).

## Biografija
Kapetan Jorgać je rođen 1772. godine u cincarskoj porodici u selu Livadi u blizini grada Larisa u podnožju planine Olimp u Grčkoj, tada na teritoriji Osmanskog carstva. Kada je imao oko 20 godina pridružio se učesnicima u borbama sa vojskom Ali-paše Janjinskog koja je vršila česte pohode na područje u kojem je tada živeo Jorgać. U 26. godini je postao komandant boraca za odbranu čitavog regiona planine Olimp. Zbog toga je bio prinuđen da 1798. godine pobegne iz tog područja u Srbiju gde se pridružio Karađorđevim ustanicima tokom Prvog srpskog ustanka. Zajedno sa svojim saborcima iz grčke heterije je učestvovao na ruskoj strani tokom Rusko-turskog rata (1806–1812). Zbog toga je bio unapređen u čin pukovnika a ruski car ga je uključio u sastav ruske delegacije na Bečkom kongresu.
Bio je drugi muž Čučuk Stane, udovice Hajduk Veljka, sa kojom je imao troje dece.
Postoje i stavovi da je, kao pripadnik heterije, jedan od organizatora povratka Karađorđa u Srbiju 1817. godine sa ciljem podizanja novog ustanka u Srbiji koji bi olakšao grčku borbu za nezavisnost.

## Spoljašnje veze
- Biografija Kapetana Jorgaća na internet sajtu okruga Elasona